# Домантівка (річка)
Домантівка — річка в Україні, у Сквирському районі Київської області, права притока Сквирки (басейн Дніпра).

## Опис
Довжина річки 24 км, похил річки — 1,6 м/км. Формується з багатьох безіменних струмків та водойм. Площа басейну 65,9 км².

## Розташування
Бере початок на південно-західній стороні від села Кривошиїнці. Спочатку тече на південний, а потім на північний схід і в місті Сквира впадає в річку Сквирку, ліву притоку Росі.
Населені пункти вздовж берегової смуги: Новий Шлях, Саврань, Ями, Квітневе, Домантівка.
Річку перетинає автомобільна дорога Т 1020.